# 曹立
曹立（?—?），元朝大臣，大同路怀仁县人，元文宗时中书右丞。
曹立在藩邸侍奉海山。海山即位为元武宗，任命曹立担任江浙行省左丞、右丞。元仁宗延祐年间，受命掌管和诸蕃通商征税。延祐七年（1320年）元英宗即位，转任江南行台御史中丞，内台御史中丞。泰定二年（1325年），他和枢密院同知阿吉剌奉旨宣抚燕南山东道，问民疾苦，审理冤案。致和元年（1328年）元泰定帝驾崩，武宗的儿子怀王登基为元文宗，任命他为中书右丞，出任江浙行省平章政事。天历二年（1329年）担任太子詹事。至顺二年（1331年）因事罢职，遣还本籍。